# Scacchia zorni
Scacchia zorni is een tweekleppigensoort uit de familie van de Lasaeidae. De wetenschappelijke naam van de soort werd in 1985 voor het eerst geldig gepubliceerd door Jacobus Johannes van Aartsen en Marie Fehr-de Wal.